# Bob Glanzer
Robert E. Glanzer (* 13. September 1945 in Huron, South Dakota; † 3. April 2020 in Sioux Falls, South Dakota) war ein US-amerikanischer Politiker (Republikaner). Er vertrat den 22. Distrikt im Repräsentantenhaus von South Dakota.
Glanzer wuchs auf einer Farm nahe Huron auf und wurde später Bankangestellter, der für landwirtschaftliche Kredite zuständig war. Glanzer war in den 1970ern Mitorganisator der State Fair des Bundesstaates South Dakota.
Am 10. Januar 2017 nahm er den Sitz im Repräsentantenhaus ein und wurde 2018 wiedergewählt. Er vertrat den 22. Distrikt, der Beadle County und Kingsbury County umfasste.
Glanzer starb am 3. April 2020 im Alter von 74 Jahren an den Folgen einer SARS-CoV-2-Infektion. Er war das vierte bekannte Opfer der COVID-19-Pandemie in den Vereinigten Staaten im Bundesstaat South Dakota. Er hinterließ seine Ehefrau und zwei Kinder.